# Steelcase
Steelcase Inc. (NYSE: SCS) er en amerikansk møbelproducent, der er specialiseret i kabinetter, stole, opbevaring og kontorsystemer.
Metal Office Furniture Company blev etableret af Peter Martin Wege i 1912.